# AeroGauge
AeroGauge è un simulatore di guida futuristico messo in commercio per la console Nintendo 64 nel 1997 in Giappone e nel 1998 negli Stati Uniti d'America.
Aerogauge è per molti versi simile a Wipeout XL, prodotto da Psygnosis, e a Extreme G, realizzato da Acclaim. La differenza maggiore risiede nel fatto che i veicoli volano, stando qualche metro sopra il circuito.
Il gioco ha ottenuto generalmente bassi voti dalla critica. Gamespot, ad esempio, ha assegnato a AeroGauge il voto 4,5.

## Modalità di gioco
Nel gioco sono disponibili due opzioni: Single Player e Multiplayer. Scegliendo la prima, si avrà la possibilità di correre nella modalità GrandPrix, mentre, scegliendo la seconda, si potrà correre insieme ad altri giocatori. Sono disponibili tre livelli di difficoltà: Novello, Medio, Esperto.

## I circuiti

### Canyon Rush
Canyon Rush è il primo circuito disponibile in modalità GrandPrix. La pista è lunga 4741 metri.

### Bikini Island
Bikini Island è la seconda pista della modalità GrandPrix ed è lunga 3895 metri.

### Chinatown
Chinatown è il terzo circuito disponibile nel gioco. È lungo 4684 metri e vi è, all'interno di esso, un passaggio sotterraneo.

### Neo Arena
Neo Arena è l'ultima pista disponibile nel gioco ed è lunga 5743 metri.